# The Bitch Is Back
The Bitch Is Back är den andra och sista singeln från Elton Johns album Caribou. Den kom på hitlistornas fjärde plats i USA och femtonde i Storbritannien. Elton John skrev låten tillsammans med Bernie Taupin och den är en av hans mest kända rock-låtar, men fick inte spelas i alla radiokanaler, bland annat i USA, eftersom man använder ordet "bitch".